# Tapinauchenius latipes
Tapinauchenius latipes är en spindelart som beskrevs av Ludwig Carl Christian Koch 1875. Tapinauchenius latipes ingår i släktet Tapinauchenius och familjen fågelspindlar.
Artens utbredningsområde är Venezuela. Inga underarter finns listade i Catalogue of Life.